# Franculio Servópulo
Franculio Servópulo (en griego: Φραγγούλιος Σερβοπουλος; fl. 1442-1474) fue un funcionario bizantino en Constantinopla y el Despotado de Morea y un emigrado a Italia.
Servópulo es mencionado por primera vez en 1442, cuando estuvo bajo el servicio del bailo veneciano de Constantinopla, Marco Quirini. Luego sirvió a los emperadores bizantinos Juan VIII Paleólogo y Constantino XI Paleólogo como miembro del tribunal supremo de los jueces universales.
Tras la caída de Constantinopla, se trasladó al Despotado de Morea, donde sirvió al déspota Demetrio Paleólogo. En este cargo, mantuvo correspondencia con el rey Alfonso V de Aragón y fue enviado como enviado del déspota a Italia en 1456, con la esperanza de asegurar el apoyo occidental contra el Imperio otomano. Su última mención data de 1474, en el séquito de Ana Notaras.